# آرام‌اس ابرو
آرام‌اس ابرو (به انگلیسی: RMS Ebro) یک کشتی بود که طول آن ۱۴۲٫۴۷ متر (۴۶۷٫۴ فوت) بود. این کشتی در سال ۱۹۱۴ ساخته شد.